# Rebais
Rebais est une commune française située dans le département de Seine-et-Marne en région Île-de-France.

## Géographie

### Localisation

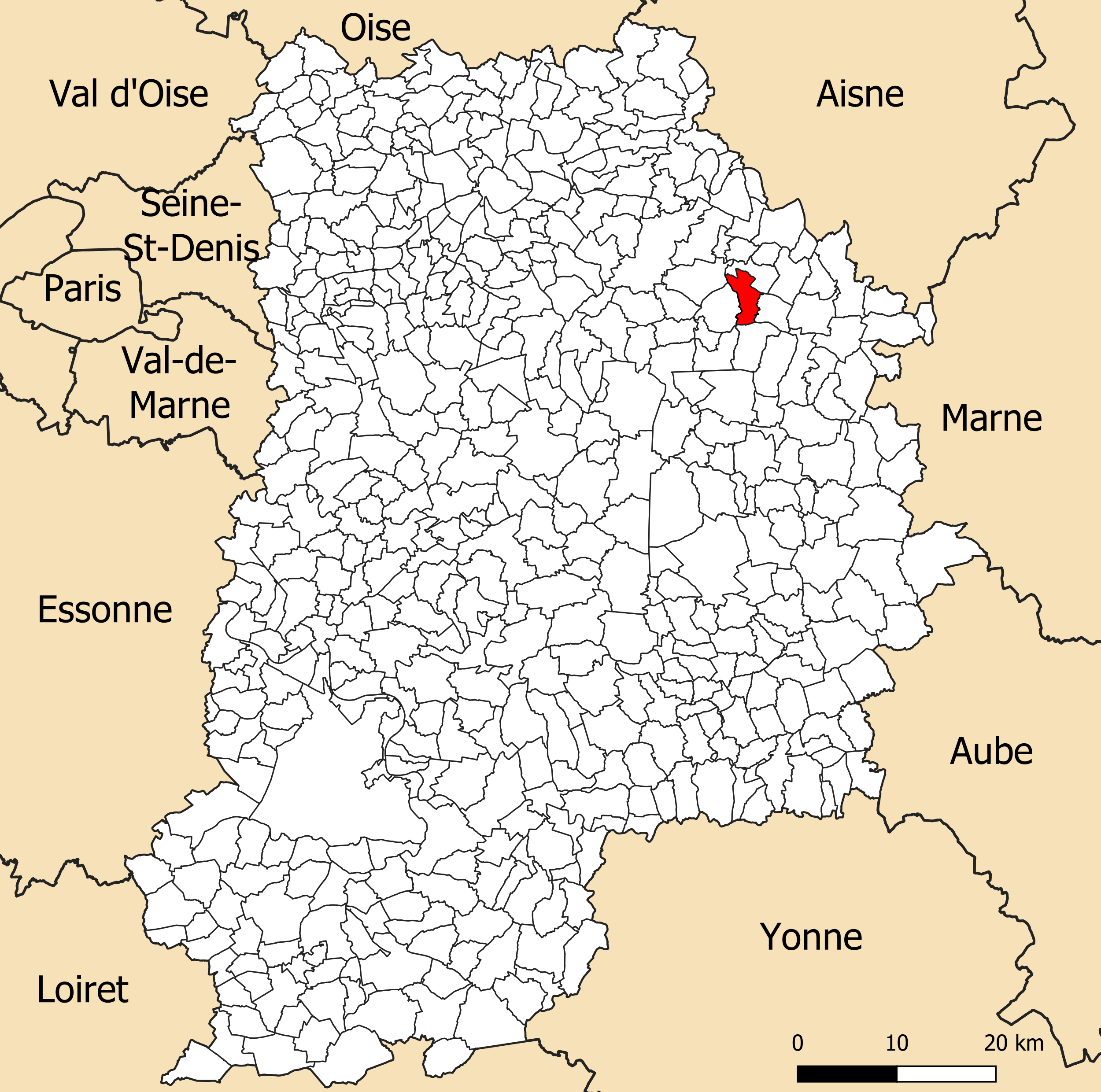
Localisation de la commune de Rebais dans le département de Seine-et-Marne.

Rebais est situé dans l'Est du bassin parisien, dans la partie de la Brie historiquement connue sous le nom de Brie champenoise. La commune se situe environ à mi-distance entre Paris (75 km) et Reims (80 km). Le site de la commune est composé en partie de la plaine de Brie, notamment le hameau de La Boyère.

### Communes limitrophes
Six communes sont limitrophes de Rebais.

### Géologie et relief
L'altitude de la commune varie de 119 mètres à 187 mètres pour le point le plus haut, le centre du bourg se situant à environ 145 mètres d'altitude (mairie). Elle est classée en zone de sismicité 1, correspondant à une sismicité très faible.

### Climat
Pour des articles plus généraux, voir Climat de l'Île-de-France et Climat de Seine-et-Marne.
En 2010, le climat de la commune est de type climat océanique dégradé des plaines du Centre et du Nord, selon une étude du CNRS s'appuyant sur une série de données couvrant la période 1971-2000. En 2020, Météo-France publie une typologie des climats de la France métropolitaine dans laquelle la commune est exposée à un climat océanique altéré et est dans la région climatique Nord-est du bassin Parisien, caractérisée par un ensoleillement médiocre, une pluviométrie moyenne régulièrement répartie au cours de l’année et un hiver froid (3 °C).
Pour la période 1971-2000, la température annuelle moyenne est de 10,3 °C, avec une amplitude thermique annuelle de 15,5 °C. Le cumul annuel moyen de précipitations est de 755 mm, avec 12,2 jours de précipitations en janvier et 8,3 jours en juillet. Pour la période 1991-2020, la température moyenne annuelle observée sur la station météorologique la plus proche, située sur la commune de Saint-Cyr-sur-Morin à 8 km à vol d'oiseau, est de 11,2 °C et le cumul annuel moyen de précipitations est de 814,8 mm,. Pour l'avenir, les paramètres climatiques de la commune estimés pour 2050 selon différents scénarios d'émission de gaz à effet de serre sont consultables sur un site dédié publié par Météo-France en novembre 2022.

### Hydrographie

#### Réseau hydrographique

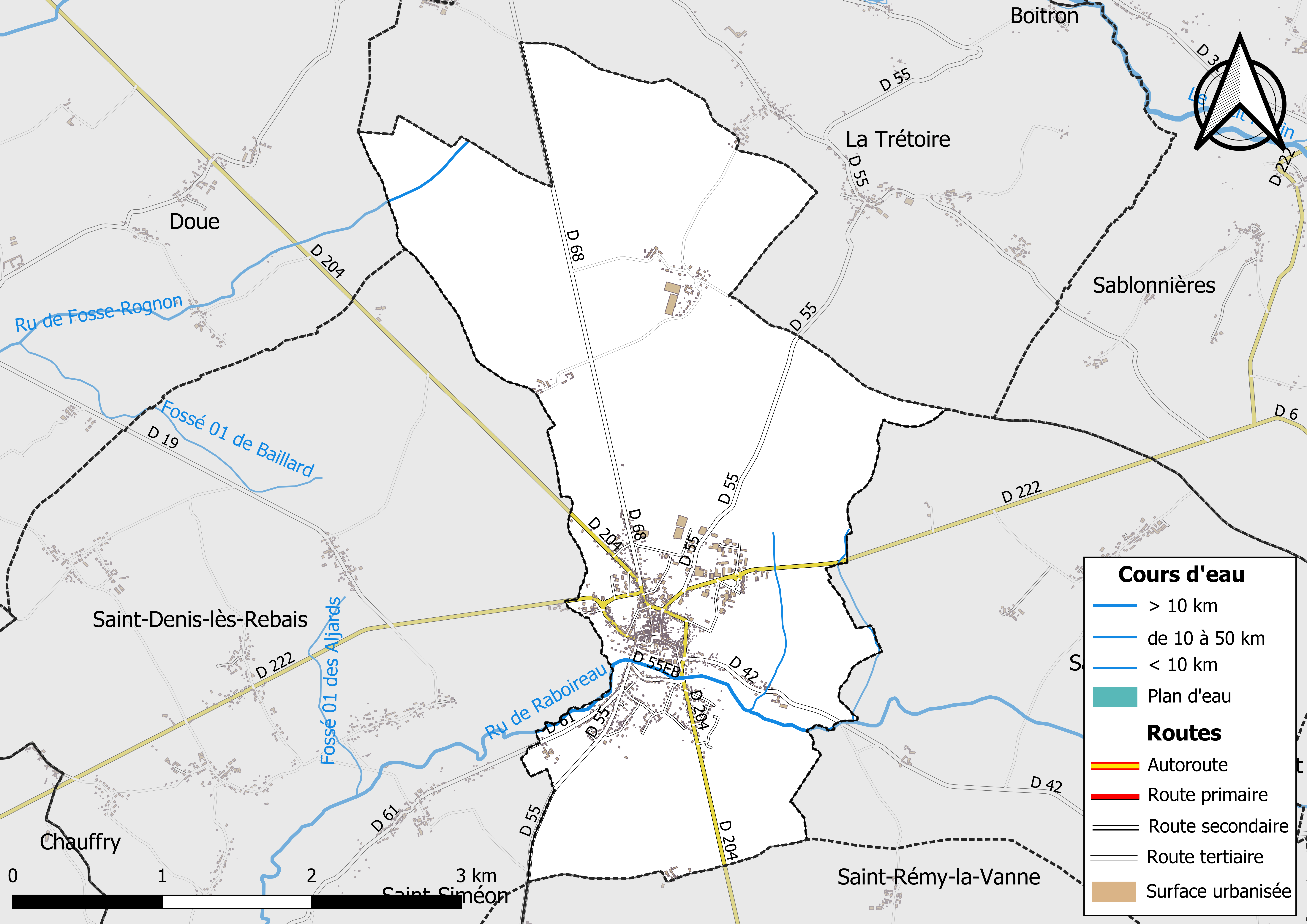
Carte des réseaux hydrographique et routier de Rebais.

Le réseau hydrographique de la commune se compose de quatre cours d'eau référencés :
- le ru de Raboireau (anciennement Resbac), 12,48 km[10], et ses deux affluents :
  - le cours d'eau 01 du Crémadot, 1,32 km[11],
  - le fossé 01 de l'Ancien Bois des Versseaux, 1,47 km[12] ;
- le ru de de Fosse-Rognon, 5,31 km[13], affluent de l’Orgeval.

La longueur totale des cours d'eau sur la commune est de 4,8 km.

#### Gestion des cours d'eau
Afin d’atteindre le bon état des eaux imposé par la Directive-cadre sur l'eau du 23 octobre 2000, plusieurs outils de gestion intégrée s’articulent à différentes échelles : le SDAGE, à l’échelle du bassin hydrographique, et le SAGE, à l’échelle locale. Ce dernier fixe les objectifs généraux d’utilisation, de mise en valeur et de protection quantitative et qualitative des ressources en eau superficielle et souterraine. Le département de Seine-et-Marne est couvert par six SAGE, au sein du bassin Seine-Normandie.
La commune fait partie du SAGE « Petit et Grand Morin », approuvé le 21 octobre 2016. Le territoire de ce SAGE comprend les bassins du Petit Morin (630 km2) et du Grand Morin (1 185 km2). Le pilotage et l’animation du SAGE sont assurés par le syndicat mixte d'aménagement et de gestion des Eaux (SMAGE) des 2 Morin, qualifié de « structure porteuse ».

### Milieux naturels et biodiversité
Aucun espace naturel présentant un intérêt patrimonial n'est recensé sur la commune dans l'inventaire national du patrimoine naturel,,.

## Urbanisme

### Typologie
Au 1er janvier 2024, Rebais est catégorisée bourg rural, selon la nouvelle grille communale de densité à sept niveaux définie par l'Insee en 2022.
Elle appartient à l'unité urbaine de Rebais, une unité urbaine monocommunale constituant une ville isolée,. Par ailleurs la commune fait partie de l'aire d'attraction de Paris, dont elle est une commune de la couronne,. Cette aire regroupe 1 929 communes,.

### Lieux-dits et écarts
La commune compte 106 lieux-dits administratifs répertoriés consultables ici dont la Boyère (source : le fichier Fantoir).

### Occupation des sols
L'occupation des sols de la commune, telle qu'elle ressort de la base de données européenne d’occupation biophysique des sols Corine Land Cover (CLC), est marquée par l'importance des territoires agricoles (87,7 % en 2018), en diminution par rapport à 1990 (90 %). La répartition détaillée en 2018 est la suivante : 
terres arables (85,5% ), zones urbanisées (12,3% ), prairies (2,2 %).
Parallèlement, L'Institut Paris Région, agence d'urbanisme de la région Île-de-France, a mis en place un inventaire numérique de l'occupation du sol de l'Île-de-France, dénommé le MOS (Mode d'occupation du sol), actualisé régulièrement depuis sa première édition en 1982. Réalisé à partir de photos aériennes, le Mos distingue les espaces naturels, agricoles et forestiers mais aussi les espaces urbains (habitat, infrastructures, équipements, activités économiques, etc.) selon une classification pouvant aller jusqu'à 81 postes, différente de celle de Corine Land Cover,,. L'Institut met également à disposition des outils permettant de visualiser par photo aérienne l'évolution de l'occupation des sols de la commune entre 1949 et 2018.

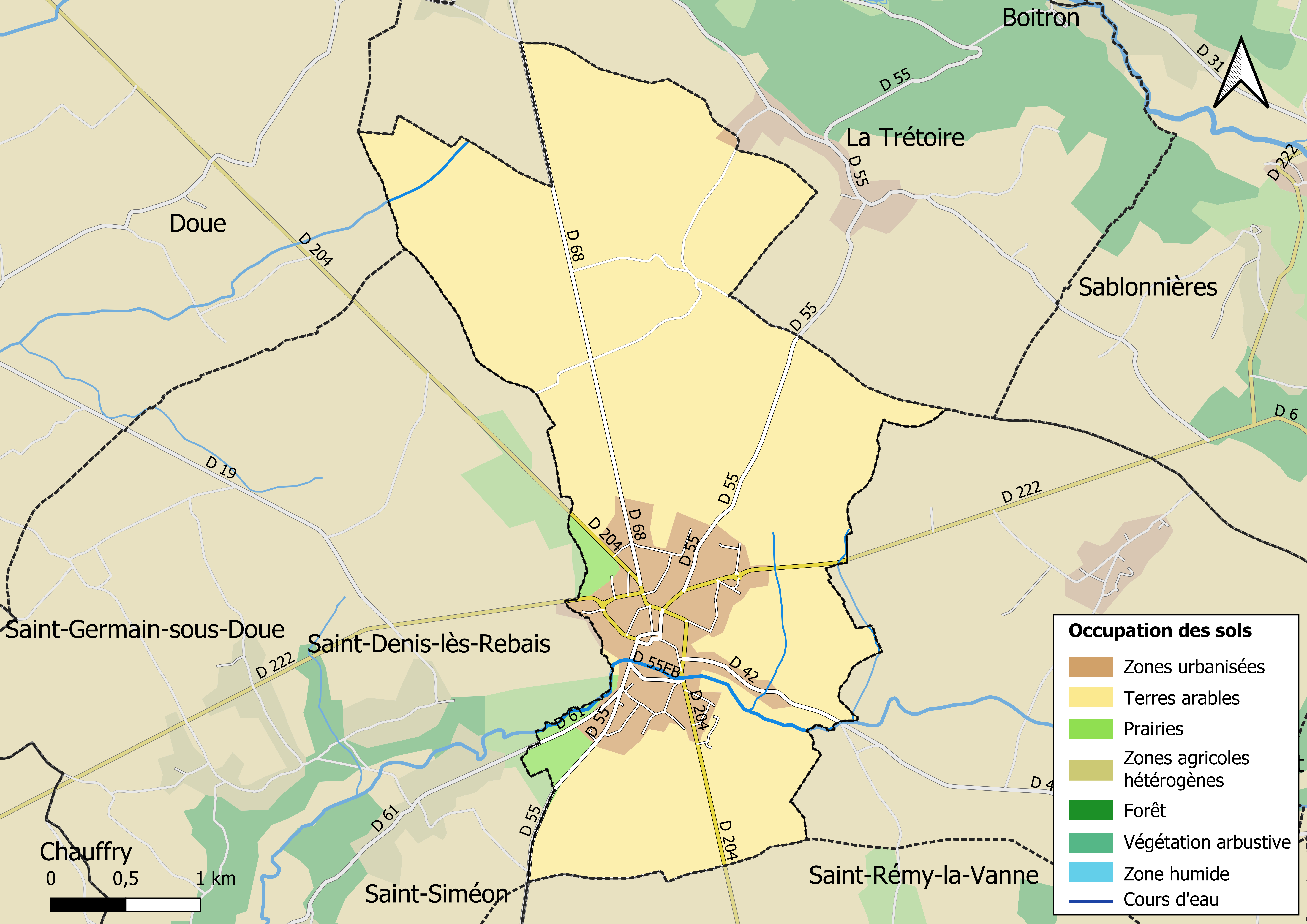
Carte des infrastructures et de l'occupation des sols en 2018 (CLC) de la commune.
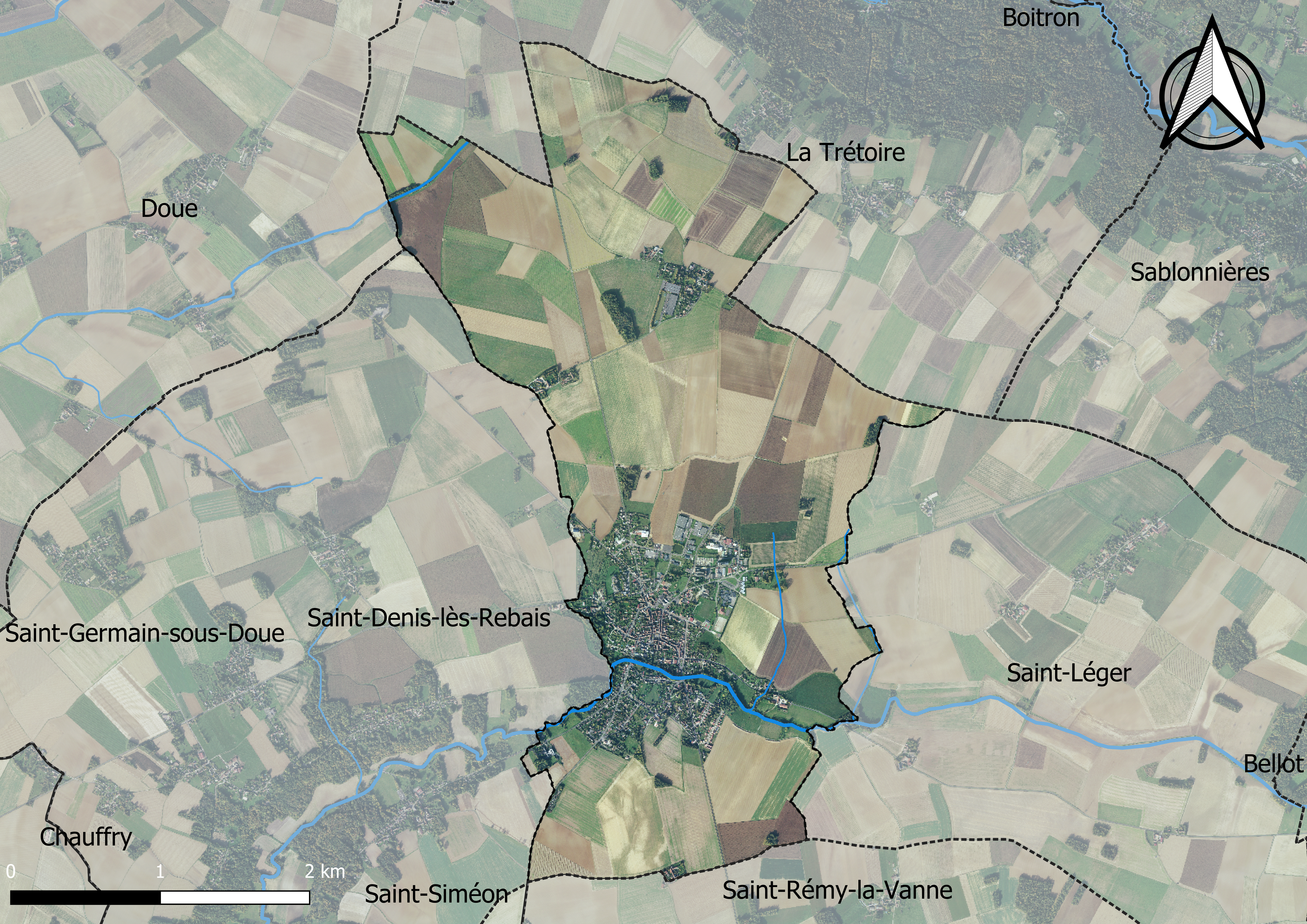
Carte orhophotogrammétrique de la commune.

### Planification
La commune disposait en 2019 d'un plan local d'urbanisme en révision. Un plan local d'urbanisme intercommunal couvrant le territoire de la communauté de communes des Deux Morin, prescrit le 28 juin 2018, était en élaboration,. Le zonage réglementaire et le règlement associé peuvent être consultés sur le Géoportail de l'urbanisme.

### Logement
En 2016, le nombre total de logements dans la commune était de 994 dont 69,6 % de maisons et 30 % d'appartements.
Parmi ces logements, 86,9 % étaient des résidences principales, 2,8 % des résidences secondaires et 10,3 % des logements vacants.
La part des ménages fiscaux propriétaires de leur résidence principale s'élevait t à 60 % contre 36,5 % de locataires dont, 17,9 % de logements HLM loués vides (logements sociaux) et, 3,5 % logés gratuitement.

### Voies de communication et transports

#### Transports
La commune est desservie par les lignes du réseau de bus Brie et 2 Morin :
- No 01 (Rebais – Coulommiers – Melun) ;
- No 09 (Rebais – Coulommiers) ;
- No 27 (Rebais – Coulommiers).

La gare SNCF la plus proche est  la Gare de La Ferté-Gaucher, desservie par les trains de la ligne P du Transilien, située à 11,4 kilomètres, (14 minutes).

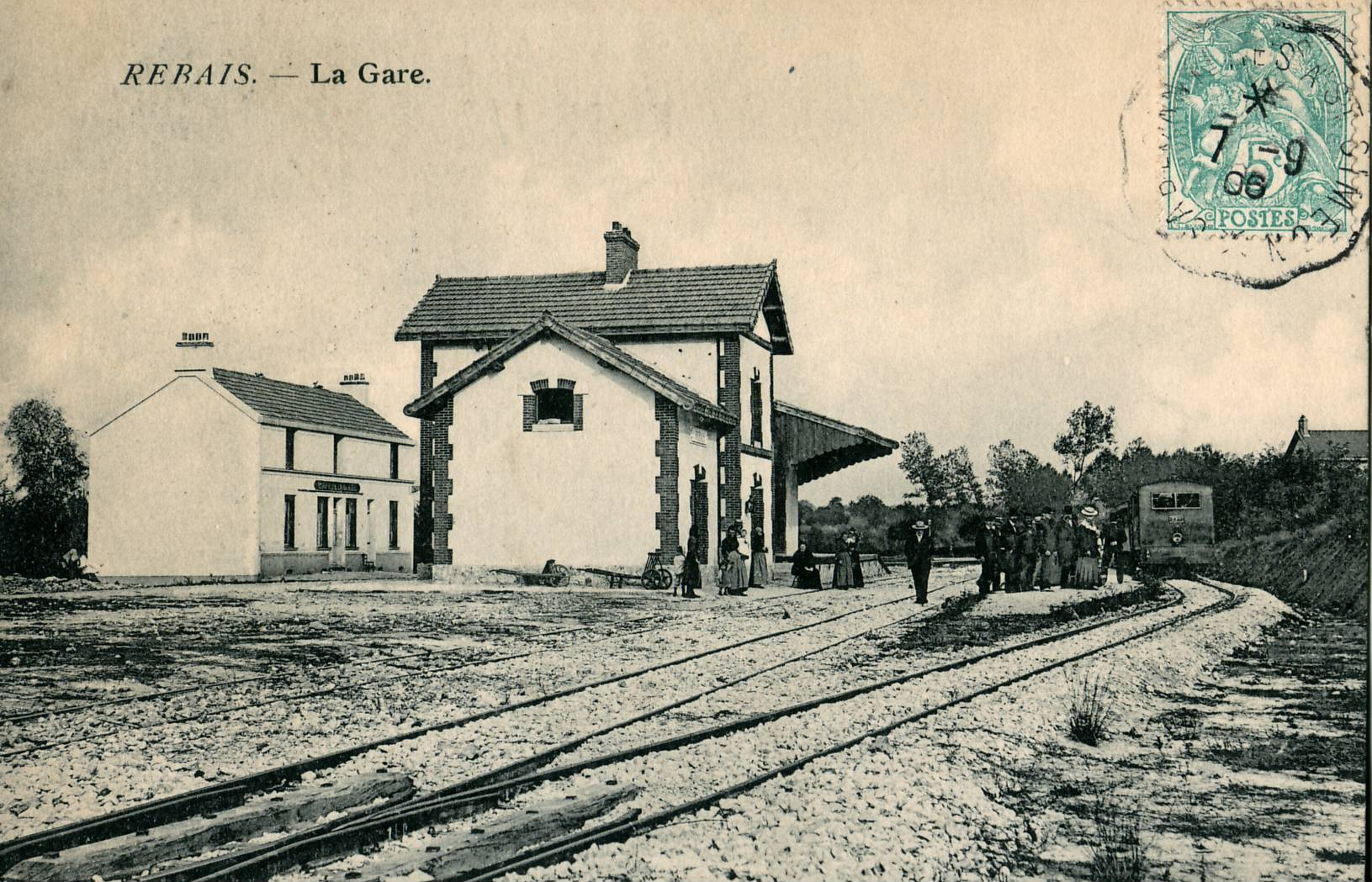
Rebais disposait d'une gare sur la ligne de chemin de fer secondaire reliant Saint-Siméon à La Ferté-sous-Jouarre.
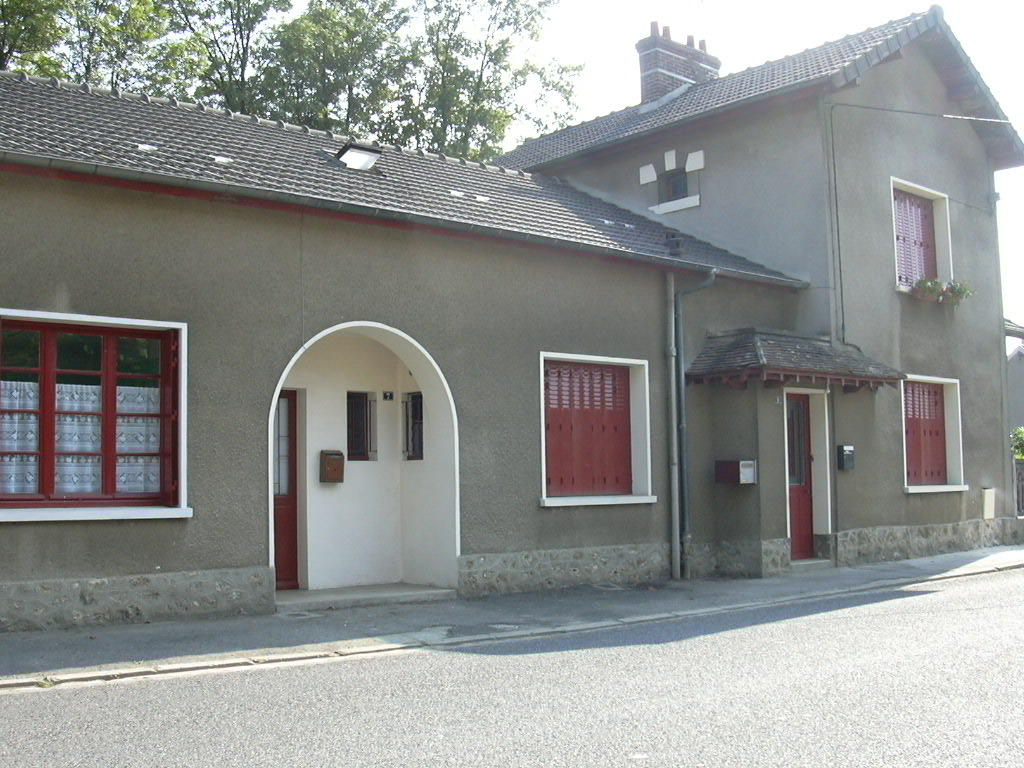
La Maison de l'Imprimerie installée dans l'ancienne gare.

## Toponymie
Rebais est attesté précocement sous les formes Resbacis en 635, C. Resbaci en 637, Resbacus en 642.
Il appartient à toute une série de noms de lieux du nord de la France issus d'un hydronyme et composés avec les éléments germaniques raus « roseau », qui a donné l'ancien français ros (diminutif rosel > roseau), et *baki « ruisseau », (cf. allemand Bach « ruisseau »), d'où le sens global de « ru, ruisseau aux roseaux », sans doute surnom de l'actuel ru de Raboireau et qui peut représenter le diminutif fortement altéré *Rebaisel de Rebais.
Homonymie étymologique avec le ru de Rebais (Ponthierry, même département), Rebais aux Bottereaux (Eure, sans forme ancienne), Rebaix (Belgique, Rosbais XIIe siècle), Rebets (Seine-Maritime, Rosbacium 854) ; Rebecq (Belgique, Rosbacem 877) ; Robecq (Pas-de-Calais, Rosbeccam 1104) ; Roubaix (Nord, de Rosbays 1122) ; Rohrbach (Moselle, Rorback 1150), etc.,,.
Remarque : Albert Dauzat a identifié dans l'élément Ros- / Res- de ce type toponymique récurrent, le germanique hros « cheval » (allemand Roß « cheval », anglais horse « cheval », français rosse « mauvais cheval »), mais cette suggestion n'a pas été reprise par les autres toponymistes pour des raisons sémantiques essentiellement, en effet que signifieraient exactement les nombreux « ruisseau au cheval » ou « ruisseau du cheval » ? Ernest Nègre, pour sa part, doute de l’évolution (H)ros- > Res- (non validée par les formes anciennes), c'est pourquoi il propose sans trop de conviction un mot germanique parent de l'allemand rieseln « ruisseler » et bach « ruisseau », d'où le sens de « ruisseau qui ruisselle », sans tenir compte du fait que bach soit du moyen haut allemand (allemand Bach), langue jamais parlée dans la région, et non pas du « germanique ».

## Histoire
Dans les années 630, Dadon (saint Ouen) fonde le monastère de Rebais, sur les terres de chasse du roi Dagobert Ier, près d'un torrent nommé Resbac. Il en confie la charge à Saint Aile (ou saint Agile), fils d'Arnoald, membre de la cour de Childebert II. La ville devient alors le siège de l'abbaye Saint-Pierre de Resbacum. Au XVIIe siècle, l'abbaye est reconstruite par les mauristes et accueille une école de cadets du Royaume.
Personnage marquant de l'histoire de Rebais, saint Aile (Agilus) naît en Franche-Comté entre 583 et 585 dans une famille de la haute aristocratie franque installée à Port-sur-Saône. Vers 594, son père Agnoald, conseiller du roi Childebert II, et sa mère Deutérie l'envoient au célèbre monastère de Luxeuil, près de Besançon. Fondée à la fin de l'année 593 par le moine irlandais saint Colomban, cette abbaye est alors un modèle de ferveur chrétienne organisé autour de la prière, de la mortification et de l'étude des Saintes Écritures. Sa formation terminée, saint Aile commence à parcourir les routes de Gaule aux côtés d'Eustaise, disciple de Colomban et futur abbé de Luxeuil. Il participe alors à l'important travail d'évangélisation mené dans le Jura, en Bavière et en Brie. Il est ainsi présent lorsque Eustaise guérit miraculeusement la cécité de sainte Fare avant de fonder pour elle le monastère de Faremoutiers, vers 620.
Revenu à Luxeuil, saint Aile est appelé en 628 pour être évêque de Langres, charge qu'il refuse. En 635, il est invité à prendre la tête de l'abbaye de Jérusalem-en-Brie (Saint-Pierre de Rebais), que saint Ouen est en train d'édifier sur les bords d'une rivière appelée Resbac. Natif du Soissonais, saint Ouen et son frère Adon avaient été bénis dans leur enfance par saint Colomban alors qu'ils séjournaient à Ussy-sur-Marne. C'est donc naturellement que, après avoir occupé des postes importants à la cour de Dagobert, ils avaient choisi de se consacrer à la vie religieuse. Adon assiste ainsi saint Ouen dans la fondation de l'abbaye de Rebais avant d'installer l'abbaye Notre-Dame à Jouarre, vers 637. Quant à saint Ouen, il devient archevêque de Rouen en 640.
Saint Aile arrive à Rebais en 636, accompagné d'une douzaine de frères de Luxeuil. Il est officiellement reconnu abbé du monastère l'année suivante, à l'occasion d'un concile réunissant les évêques des Gaules à Clichy. Très actif dans l'organisation de la vie du jeune monastère, saint Aile aime aussi à s'isoler régulièrement à quelques distances de sa communauté. C'est au cours de l'une de ses retraites que, pris par la soif, il touche la terre de son bâton, faisant jaillir une source miraculeuse.
À la mort du saint, vers 650, ce lieu devient un centre de pèlerinage pour les moines de Rebais qui décident d'y édifier un prieuré et une chapelle qui resteront en activité jusqu'à la Révolution française. En 1792, les bâtiments de l'abbaye Saint-Pierre et du prieuré dédié à saint Aile sont déclarés biens nationaux et vendus comme tels. Tombant en ruines le prieuré est racheté au XIXe siècle par un prêtre de Meaux qui le transforme en orphelinat. Faisant reconstruire les bâtiments et la chapelle, il met également en valeur la source miraculeuse autour de laquelle chaque année, le premier dimanche de septembre, une messe est célébrée en l'honneur de saint Aile dont la fête se plaçait le 30 août avant d'être décalée au 4 septembre. Les bâtiments de l'orphelinat abritent désormais une maison de retraite départementale.
Il reste actuellement de nombreuses traces témoignant de l'attrait suscité par saint Aile. Ainsi, l'église Saint-Jean-Baptiste de Rebais, la seule des trois églises de l'abbaye à avoir survécu, conserve les reliques du saint, une bannière processionnelle (XIXe siècle) à son effigie et une belle statue de bois polychrome réalisée au XVIIe siècle. De même, ce sanctuaire abrite le « gisant de saint Aile » sculpture commémorative du XIIIe siècle représentant le saint avec sa crosse d'abbé et un livre. Il est à noter que cette église de Rebais possède une sœur jumelle en Saône-et-Loire, où était vénéré saint Philibert, ancien abbé de Rebais.

## Politique et administration

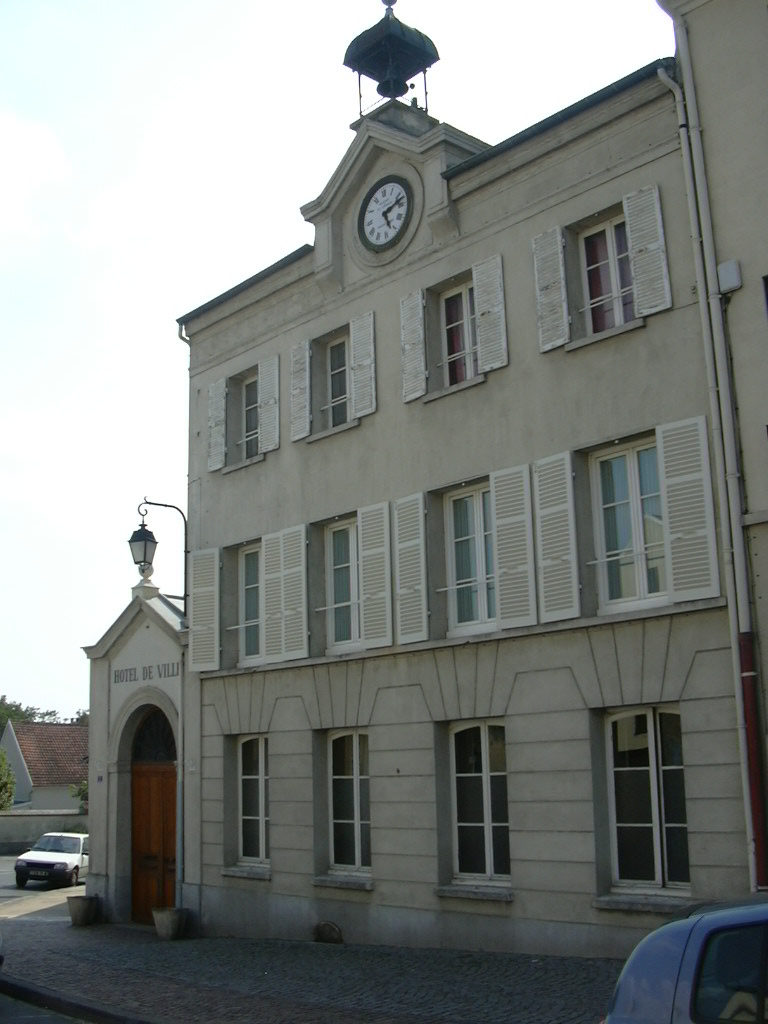
La mairie de Rebais.

### Rattachements administratifs et électoraux
La commune est située dans le département de Seine-et-Marne, mais a été rattaché successivement à trois arrondissements : 
- l'arrondissement de Coulommiers entre 1801 et 1926 ;
- l'arrondissement de Meaux entre 1926 et 2006[40] ;
- l'arrondissement de Provins depuis 2006[41].

La commune était depuis la Révolution française le chef-lieu du canton de Rebais. Dans le cadre du redécoupage cantonal de 2014 en France, la commune fait désormais partie du canton de Coulommiers.

### Intercommunalité
La commune était membre de la communauté de communes de la Brie des Morin, un établissement public de coopération intercommunale (EPCI) à fiscalité propre créé en 2011, et auquel elle avait transféré un certain nombre de ses compétences dans les conditions déterminées par le code général des collectivités territoriales.
Dans le cadre des dispositions de la loi portant nouvelle organisation territoriale de la République (Loi NOTRe) du 7 août 2015, qui prévoit que les établissements publics de coopération intercommunale (EPCI) à fiscalité propre doivent avoir un minimum de 15 000 habitants (et 5 000 habitants en zone de montagnes), cette intercommunalité a fusionné avec sa voisine pour former, le 1er janvier 2017 la communauté de communes des Deux Morin dont Rebais est désormais membre.

### Liste des maires
| Période                                  | Période                        | Identité                  | Étiquette | Qualité |
| ---------------------------------------- | ------------------------------ | ------------------------- | --------- | --- |
| Les données manquantes sont à compléter. |                                |                           |           | |
| maire en 1835                            |                                | Honoré Christophe Tirriou |           | Notaire, conseiller d'arrondissement                                                                                          |
| Les données manquantes sont à compléter. |                                |                           |           | |
| ?                                        | février 1881                   | Louis Deshors             |           | |
| février 1881                             | mai 1892                       | François Farny            | Rad.      | Docteur en médecine Conseiller d'arrondissement (1885 → 1895)                                                                 |
| mai 1892                                 | mai 1896                       | Louis Deshors             |           | |
| mai 1896                                 | octobre 1919                   | François Farny            | Rad.      | Docteur en médecine Sénateur de la Seine-et-Marne (1909 → 1919) Conseiller général de Rebais (1895 → 1913) Décédé en fonction |
| décembre 1919                            | juillet 1920                   | Robert Bomby              |           | |
| juillet 1920                             | 1924                           | Georges Mutel (1870-1924) |           | Cultivateur Décédé en fonction                                                                                                |
| 1925                                     | ?                              | André Meillet             |           | |
| Les données manquantes sont à compléter. |                                |                           |           | |
| mars 1965                                | mars 1983                      | Émile Filliatreaud        | SE        | |
| mars 1983                                | aout 2016,                     | Christian Lantenois       | SE        | Pharmacien Vice-président de la CC de la Brie des Morin (2014 → 2016) Décédé en fonction                                      |
| octobre 2016                             | mai 2020                       | Germain Tanière           | SE        | Retraité de l'Éducation nationale Vice-président de la CC de la Brie des Morin                                                |
| mai 2020                                 | 10 novembre 2020               | Daniel Bonhomme           |           | Retraité de l'Éducation nationale Démissionnaire                                                                              |
| 10 novembre 2020                         | En cours (au 13 novembre 2020) | Benoît Carré              |           | Directeur S2E, ancien adjoint                                                                                                 |

### Jumelages
La ville est jumelée avec  Lierde (Belgique) depuis 1971 même si un lien amical existait depuis 1960 entre les deux communes, via la famille Dierickx. Le jumelage des communes de Rebais et de Lierde a été officialisé le 2 octobre 1971.

## Équipements et services

### Eau et assainissement
L’organisation de la distribution de l’eau potable, de la collecte et du traitement des eaux usées et pluviales relève des communes. La loi NOTRe de 2015 a accru le rôle des EPCI à fiscalité propre en leur transférant cette compétence. Ce transfert devait en principe être effectif au 1er janvier 2020, mais la loi Ferrand-Fesneau du 3 août 2018 a introduit la possibilité d’un report de ce transfert au 1er janvier 2026,.

#### Assainissement des eaux usées
En 2020, la commune de Rebais gère le service d’assainissement collectif (collecte, transport et dépollution) en régie directe, c’est-à-dire avec ses propres personnels.
L’assainissement non collectif (ANC) désigne les installations individuelles de traitement des eaux domestiques qui ne sont pas desservies par un réseau public de collecte des eaux usées et qui doivent en conséquence traiter elles-mêmes leurs eaux usées avant de les rejeter dans le milieu naturel. Le Syndicat mixte d'assainissement du Nord-Est  (SIANE) assure pour le compte de la commune le service public d'assainissement non collectif (SPANC), qui a pour mission de vérifier la bonne exécution des travaux de réalisation et de réhabilitation, ainsi que le bon fonctionnement et l’entretien des installations,.

#### Eau potable
En 2020, l'alimentation en eau potable est assurée par le syndicat de l'Eau de l'Est seine-et-marnais (S2E77) qui gère le service en régie,,.

## Population et société

### Démographie
L'évolution du nombre d'habitants est connue à travers les recensements de la population effectués dans la commune depuis 1793. Pour les communes de moins de 10 000 habitants, une enquête de recensement portant sur toute la population est réalisée tous les cinq ans, les populations de référence des années intermédiaires étant quant à elles estimées par interpolation ou extrapolation. Pour la commune, le premier recensement exhaustif entrant dans le cadre du nouveau dispositif a été réalisé en 2004.

En 2022, la commune comptait 2 291 habitants, en évolution de +0,22 % par rapport à 2016 (Seine-et-Marne : +3,92 %, France hors Mayotte : +2,11 %).
| 1793  | 1800  | 1806  | 1821  | 1831  | 1836  | 1841  | 1846  | 1851  |
| ----- | ----- | ----- | ----- | ----- | ----- | ----- | ----- | ----- |
| 1 322 | 1 243 | 1 216 | 1 022 | 1 076 | 1 114 | 1 080 | 1 124 | 1 115 |

| 1856  | 1861  | 1866  | 1872  | 1876  | 1881  | 1886  | 1891  | 1896  |
| ----- | ----- | ----- | ----- | ----- | ----- | ----- | ----- | ----- |
| 1 077 | 1 186 | 1 224 | 1 081 | 1 219 | 1 196 | 1 247 | 1 288 | 1 320 |

| 1901  | 1906  | 1911  | 1921  | 1926  | 1931  | 1936  | 1946  | 1954  |
| ----- | ----- | ----- | ----- | ----- | ----- | ----- | ----- | ----- |
| 1 277 | 1 366 | 1 433 | 1 183 | 1 177 | 1 142 | 1 205 | 1 117 | 1 147 |

| 1962  | 1968  | 1975  | 1982  | 1990  | 1999  | 2004  | 2006  | 2009  |
| ----- | ----- | ----- | ----- | ----- | ----- | ----- | ----- | ----- |
| 1 223 | 1 324 | 1 448 | 1 707 | 1 751 | 2 020 | 2 067 | 2 083 | 2 146 |

| 2014  | 2019  | 2022  | - | - | - | - | - | - |
| ----- | ----- | ----- | - | - | - | - | - | - |
| 2 230 | 2 292 | 2 291 | - | - | - | - | - | - |

### Enseignement

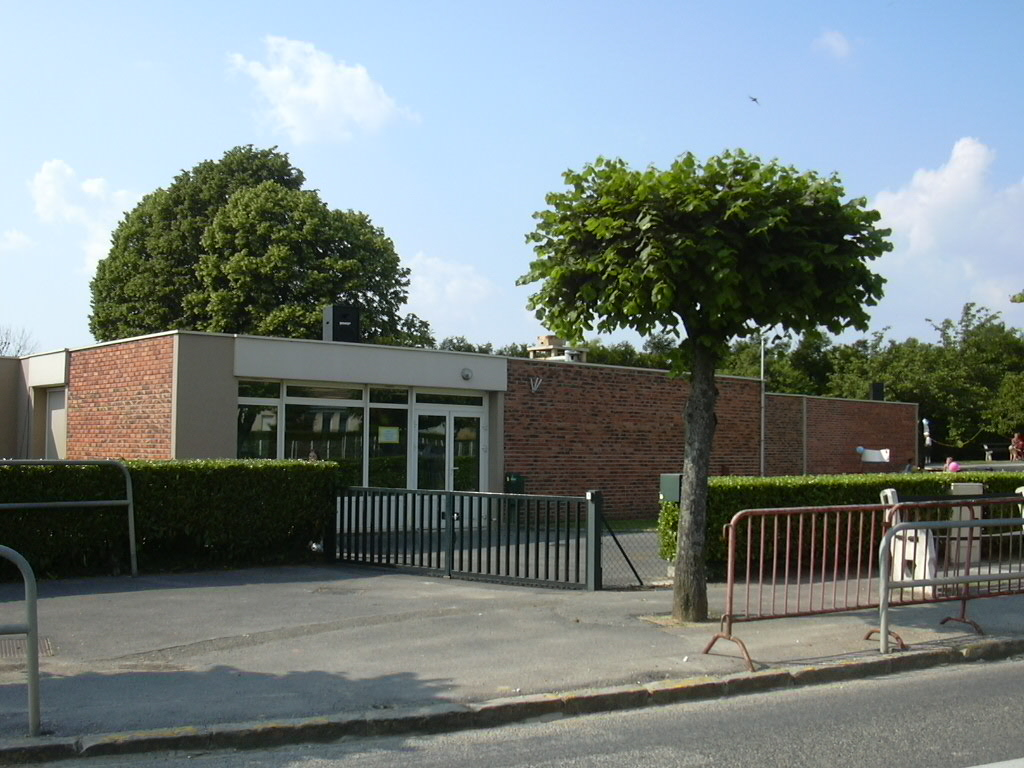
École maternelle.

La ville dispose d'une école maternelle, d'une école primaire (école primaire Docteur-Farny, construite entre 1884 et 1886) ainsi que d'un collège, l'établissement Jacques-Prévert, construit en 1977.

### Sports

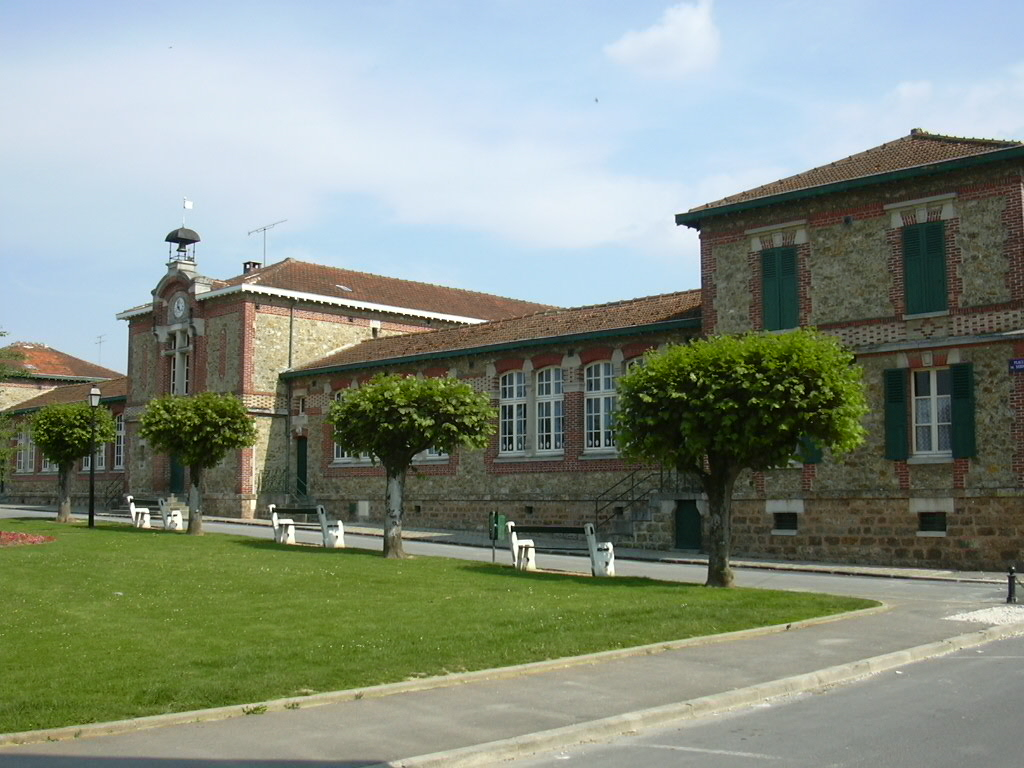
École primaire Docteur-Farny.

La ville dispose d'équipement sportifs de bon niveau, notamment deux terrains de football en plein air (l'un en sable, l'autre en herbe), deux terrains de basket en plein air, un mini-golf, un gymnase construit en 1984, un dojo et un terrain de pétanque. Ces installations ont favorisé la présence de nombreux clubs sportifs :
- C.S.R : Club Sportif Resbaciens 
  - Section foot
  - Section gymnastique
  - Section pétanque
  - Section yoga
  - Section natation
- A.S.R : Association Sportifs Resbaciens
  - Section boxe française
- Autres association sportives
  - Musculation du canton de Rebais
  - Club de judo.

### Personnalités liées à la commune
- Jean de Mas Latrie (1879-1914) y est mort.

## Économie

### Revenus de la population et fiscalité
En 2018, le nombre de ménages fiscaux de la commune était de 918 (dont 46 % imposés), représentant 2 300 personnes et la  médiane du revenu disponible par unité de consommation  de 20 560 euros.

### Emploi
En 2017 , le nombre total d’emplois dans la zone était de 772, occupant 906 actifs  résidants.
Le taux d'activité de la population (actifs ayant un emploi) âgée de 15 à 64 ans s'élevait à 67,9 % contre un taux de chômage de 10,1 %.
Les 22,1 % d’inactifs se répartissent de la façon suivante : 9,9 % d’étudiants et stagiaires non rémunérés, 6,1 % de retraités ou préretraités et 6,1 % pour les autres inactifs.

### Secteurs d'activité

#### Entreprises et commerces
En 2019, le nombre d’unités légales et d’établissements (activités marchandes hors agriculture. ) par secteur d'activité était de 173 dont 21 dans l’industrie manufacturière, industries extractives et autres, 29 dans la construction, 58 dans le commerce de gros et de détail, transports, hébergement et restauration, 2 dans l’Information et communication, 2 dans les activités financières et d'assurance, 3 dans les activités immobilières, 26 dans les activités spécialisées, scientifiques et techniques et activités de services administratifs et de soutien, 21 dans l’administration publique, enseignement, santé humaine et action sociale et 11  étaient relatifs aux autres activités de services.
En 2020, 22 entreprises ont été créées sur le territoire de la commune, dont 18 individuelles.
Au 1er janvier 2021, la commune ne disposait pas d’hôtel et de terrain de camping.

#### Agriculture
Rebais est dans la petite région agricole dénommée la « Brie laitière » (anciennement Brie des étangs), une partie de la Brie à l'est de Coulommiers. En 2010, l'orientation technico-économique de l'agriculture sur la commune est la polyculture et le polyélevage.
Si la productivité agricole de la Seine-et-Marne se situe dans le peloton de tête des départements français, le département enregistre un double phénomène de disparition des terres cultivables (près de 2 000 ha par an dans les années 1980, moins dans les années 2000) et de réduction d'environ 30 % du nombre d'agriculteurs dans les années 2010. Cette tendance se retrouve au niveau de la commune où le nombre d’exploitations est passé de 14 en 1988 à 9 en 2010. Parallèlement, la taille de ces exploitations augmente, passant de 69 ha en 1988 à 109 ha en 2010.
Le tableau ci-dessous présente les principales caractéristiques des exploitations agricoles de Rebais, observées sur une période de 22 ans : 
|                                      | 1988 | 2000  | 2010 |
| ------------------------------------ | ---- | ----- | ---- |
| Dimension économique,                |      |       |      |
| Nombre d’exploitations (u)           | 14   | 9     | 9    |
| Travail (UTA)                        | 36   | 22    | 21   |
| Surface agricole utilisée (ha)       | 963  | 1 011 | 977  |
| Cultures                             |      |       |      |
| Terres labourables (ha)              | 877  | 982   | 955  |
| Céréales (ha)                        | 533  | 662   | 632  |
| dont blé tendre (ha)                 | 452  | 412   | 393  |
| dont maïs-grain et maïs-semence (ha) | 43   | 162   | 153  |
| Tournesol (ha)                       | 43   | s     | s    |
| Colza et navette (ha)                | s    | 24    | s    |
| Élevage                              |      |       |      |
| Cheptel (UGBTA)                      | 31   | 8     | 9    |

## Culture locale et patrimoine

### Lieux et monuments
- l'église Saint-Jean-Baptiste de Rebais ;
- la maison de l'Imprimerie ;
- les jardins et les ruines de l'abbaye Saint-Pierre de Rebais[68]. L'abbaye a été fondée en 635 sous le vocable de saint Pierre par saint Ouen, archevêque de Rouen de 640 à 683. Le premier abbé a été saint Agile de Rebais venu de l'abbaye de Luxeuil auquel a succédé saint Philibert. L'abbaye est fermée en 1790.

### Héraldique
|  | Les armes de la ville se blasonnent ainsi : « De gueules aux deux clefs d’or passées en sautoir, au chef cousu d’azur chargé de trois fleurs de lys aussi d’or ». |